# Murdo (Dacota do Sul)
Murdo é uma cidade localizada no estado norte-americano de Dacota do Sul, no Condado de Jones.

## Demografia
Segundo o censo norte-americano de 2000, a sua população era de 612 habitantes.
Em 2006, foi estimada uma população de 553, um decréscimo de 59 (-9.6%).

## Geografia
De acordo com o United States Census Bureau tem uma área de
1,6 km², dos quais 1,6 km² cobertos por terra e 0,0 km² cobertos por água. Murdo localiza-se a aproximadamente 705 m acima do nível do mar.

## Localidades na vizinhança
O diagrama seguinte representa as localidades num raio de 36 km ao redor de Murdo.